# Zuliana Araya
Pour les articles homonymes, voir Araya.
Araya  Gutiérrez est un nom espagnol. Le premier nom de famille, en général paternel, est Araya ; le second, en général maternel, souvent omis, est Gutiérrez.
Zuliana Alejandra Araya Gutiérrez (13 août 1964) est une femme politique et militante transgenre chilienne. Elle est actuellement conseillère municipale de Valparaíso et présidente du syndicat Afrodita.

## Biographie
Assignée homme à la naissance, Zuliana Araya Gutiérrez naît en 1964 et grandit avec ses neuf frères et sœurs au Cerro Playa Ancha.
À l'âge de neuf ans, Araya commence à sentir une attraction pour les hommes, et à l'âge de 13 ans Araya se définit alors comme homme homosexuel[réf. nécessaire]. C'est à ce moment qu'elle décide d'abandonner sa maison et sa scolarité et commence à fréquenter les rues du commerce sexuel de Valparaíso, avec Fabiola Taylor. Elle vole les vêtements de sa sœur pour « s'habiller en femme » et sortir ainsi dans la rue pour travailler.
Elle est arrêtée de nombreuses fois avec d'autres prostituées, et subit tortures et humiliations de la part des Carabineros, des gendarmes et de la PDI. En pleine dictature, alors qu'elle se trouve près de la résidence de Pinochet, elle est arrêtée avec une autre travailleuse : celle-ci est assassinée alors qu'elle tente de s'enfuir.

## Carrière politique
La carrière politique d'Araya commence en 2001, année où elle prend la présidence régionale du syndicat Afrodita, la première association de personnes transgenres du pays, poste qu'elle occupe toujours à ce jour. C'est là que commence sa lutte contre la discrimination dans le port de Valparaíso.
En tant que présidente d'Afrodita, Araya voyage dans le pays pour dénoncer la violence contre les minorités transgenres. En 2010 elle dénonce auprès du maire de Copiapó les mauvais traitements et les discriminations subies par les personnes trans de la ville.
En tant que responsable syndicale, elle s'affronte plusieurs fois avec Rolando Jiménez et le Movilh (Mouvement d'Intégration et de Libération Homosexuelle) dans le cadre de la discussion de la Loi anti-discrimination, dont le groupement qu'elle représente se sent exclu. Selon Araya : « Nous avons reçu beaucoup de discrimination de la part de Jiménez, il n'est pas très proche des personnes transgenres qui exercent le commerce sexuel. Il nous traite comme des délinquants et des toxicomanes ». Néanmoins, grâce au travail de plusieurs organisations trans, Araya et son association sont finalement acceptés au sein des discussions législatives.
Elle se présente pour la première fois comme conseillère municipale de Valparaíso en 2004, mais retire finalement sa candidature. Elle est également candidate en 2008, sous son nom de naissance car elle ne peut pas encore utiliser le nom Zuliana, puis en 2012 année où elle reçoit le soutien de la famille de Daniel Zamudio.
En juillet 2012, Araya décide de changer officiellement son nom à Zuliana Araya Gutiérrez.
Elle est élue conseillère municipale de Valparaíso pour la période 2012-2016 avec 3 540 votes, et devient la première personne transgenre élue conseillère municipale de Valparaíso.
En 2014, pendant son mandat municipal, elle porte plainte avec Ruth Cáceres et Paula Quintana contre le maire de Valparaíso, Jorge Castro, pour manquements aux devoirs de sa charge. Le 18 juillet, le Tribunal Électoral Régional (TER) déclare la plainte admissible.
En 2016, elle est réélue au poste de conseillère municipale.
En décembre 2019, elle est la première personne de la région de Valparaiso à bénéficier du changement de genre à l'état civil, rendu possible grâce à la Loi d'Identité de Genre.

## Histoire électorale

### Élections municipales de 2008
- Élections municipales de 2008, Valparaíso[16]

| Candidat                              | Pacte                     | Parti | Votes  | %     | Résultat             |
| ------------------------------------- | ------------------------- | ----- | ------ | ----- | -------------------- |
| Eugenio Osvaldo Trincado Suárez       | Concertation Démocratique | PDC   | 14 152 | 12,59 | Conseiller municipal |
| Eugenio González Bernal               | Alliance pour le Chili    | ILE   | 11 054 | 9,83  | Conseiller municipal |
| Alberto Neumann Lagos                 | Juntos Podemos Más        | PCCh  | 8995   | 8,00  | Conseiller municipal |
| Luis Soto Ramírez                     | Alliance pour le Chili    | UDI   | 5593   | 4,98  | Conseiller municipal |
| Jaime Barrientos Ramírez              | Alliance pour le Chili    | UDI   | 5375   | 4,78  | Conseiller municipal |
| Marina Huerta Rosales                 | Concertation Démocratique | PDC   | 4941   | 4,40  | Conseiller municipal |
| Maximal Silva Herrera                 | Alliance pour le Chili    | RN    | 4111   | 3,66  | Conseiller municipal |
| Katrina Sanguinetti Tachibana         | Concertation Démocratique | PS    | 4098   | 3,65  |                      |
| Guillermo Gutiérrez Murga             | Alliance pour le Chili    | RN    | 3952   | 3,52  |                      |
| Manuel Murillo Calderón               | Concertation Progressiste | PPD   | 3868   | 3,44  | Conseiller municipal |
| Absalon Opazo Lazcano                 | Concertation Démocratique | PDC   | 3667   | 3,26  | Conseiller municipal |
| María Isabel Molina Lavandera         | Alliance pour le Chili    | UDI   | 3436   | 3,06  |                      |
| Alejandro Ramón Navarrete Pinochet    | Alliance pour le Chili    | UDI   | 3307   | 2,94  |                      |
| Ruth Cáceres Cortés                   | Alliance pour le Chili    | ILE   | 2666   | 2,37  |                      |
| Abel Jonatan Gallardo Pérez           | Concertation Démocratique | PS    | 2590   | 2,30  | Conseiller municipal |
| Rodolfo Antonio Bickell Dumas         | Concertation Démocratique | PDC   | 2534   | 2,25  |                      |
| Francisco Javier Baeza Vallejos       | Concertation Démocratique | PDC   | 2202   | 1,96  |                      |
| Enrique Alejandro Araya Gutiérrez     | Concertation Progressiste | ILF   | 2097   | 1,87  |                      |
| Jorge Coulon Larrañaga                | Juntos Podemos Más        | ILD   | 2026   | 1,80  |                      |
| Christian Antonio Amarales Valenzuela | Juntos Podemos Más        | PH    | 1818   | 1,62  |                      |

### Élections municipales de 2012
- Élections municipales de 2012, pour le conseil municipal de Valparaíso[17].

(Seuls les candidats élus apparaissent, sur un total de 58 candidats)
| Candidat                     | Pacte                     | Parti  | Votes | %    | Résultat               |
| ---------------------------- | ------------------------- | ------ | ----- | ---- | ---------------------- |
| Alberto Neumann Lacs         | Pour un Chili Juste       | PC     | 4170  | 4,99 | Conseiller municipal   |
| Zuliana Araya Gutiérrez      | Pour un Chili Juste       | PPD    | 3567  | 4,27 | Conseillère municipale |
| Eugenio Trincado Suárez      | Concertation Démocratique | PDC    | 6624  | 7,92 | Conseiller municipal   |
| Marina Huerta Rosales        | Concertation Démocratique | PDC    | 3258  | 3,90 | Conseillère municipale |
| Marcelo Barraza Vivar        | Concertation Démocratique | PDC    | 3986  | 4,77 | Conseiller municipal   |
| Paula Quintana Meléndez      | Concertation Démocratique | PS     | 6762  | 8,09 | Conseillère municipale |
| Carlos Bannen González       | Coalition                 | UDI    | 7805  | 9,33 | Conseiller municipal   |
| Luis Soto Ramírez            | Coalition                 | UDI    | 5110  | 6,11 | Conseiller municipal   |
| Eugenio José González Bernal | Coalition                 | Indep. | 5568  | 6,66 | Conseiller municipal   |
| Ruth Cáceres Cortés          | Coalition                 | RN     | 2134  | 2,55 | Conseillère municipale |

### Élections municipales de 2016
- Élections municipales de 2016, pour le Conseil Municipal de Valparaíso[17].

(Seuls les candidats élus apparaissent, sur un total de 101 candidats)
| Candidato                       | Pacto                     | Partido | Votos | %    | Resultado              |
| ------------------------------- | ------------------------- | ------- | ----- | ---- | ---------------------- |
| Marcelo Barraza Vivar           | Concertation Démocratique | PDC     | 5219  | 6,63 | Conseiller municipal   |
| Carlos Bannen González          | Coalición                 | UDI     | 5217  | 6,62 | Conseiller municipal   |
| Daniel Morales Escudero         | Coalición                 | Indep.  | 4609  | 5,85 | Conseiller municipal   |
| Zuliana Araya Gutiérrez         | Pour un Chili Juste       | PPD     | 4290  | 5,45 | Conseillère municipale |
| Eugenio Trincado Suárez         | Concertation Démocratique | PDC     | 3574  | 4,54 | Conseiller municipal   |
| Luis Soto Ramírez               | Coalición                 | UDI     | 3372  | 4,28 | Conseiller municipal   |
| Claudio Andres Reyes Stevens    | Coalición                 | Indep.  | 2974  | 3,78 | Conseiller municipal   |
| Yuri Ilin Zuñiga Zuñiga         | Coalición                 | Indep.  | 1973  | 2,50 | Conseillère municipale |
| Ivan Sergio Vuskovic Villanueva | Nouvelle Majorité         | PCCh    | 1924  | 2,44 | Conseiller municipal   |
| Ruth Cáceres Cortés             | Coalición                 | RN      | 1432  | 1,82 | Conseillère municipale |